# سیارک ۳۱۱۲۲
سیارک ۳۱۱۲۲ (به انگلیسی: 31122 Brooktaylor، نامگذاری:1997SD) سی و یک هزار و صد و بیست و دومین سیارک کشف شده‌است که در ۲۱ سپتامبر ۱۹۹۷ کشف شد.